# Gare de Dodge City (Kansas)
La gare de Dodge City (Kansas) est une gare ferroviaire des États-Unis, située sur le territoire de Dodge City dans l'État du Kansas.

## Histoire
Elle a été construite en 1896.

## Service des voyageurs

### Desserte
Elle est desservie par des liaisons longue-distance Amtrak : 
- le Southwest Chief: Los Angeles - Chicago